# 一ノ瀬悠
一ノ瀬 悠（いちのせ ゆう、1985年2月22日 - ）は、日本の元AV女優。

## 略歴
2003年にAVデビュー。
2004年にゆう.に改名。2005年春に引退した。
なお、ワープエンタテインメント専属のAV女優you.（ゆう）は別人である。

## 作品

### アダルトビデオ
一ノ瀬悠 名義
2003年
- 淫行の扉（4月15日、グローバルメディアエンタテインメント）
- THE 女子校生 先生やめて下さい（11月15日、ホットエンターテイメント）共演:月島ルナ、宮下杏菜、三上翔子、桐生沙貴
- 淫校ロワイヤルレズビアン学園3（12月12日、ビッグモーカル）共演:真島裕花、羽生めい、観月ひなの、妹川尚子、黒木あみ

2004年
- 強制露出コレクション 2（1月16日、メディアバンク）他出演:日向あみ、新堂真美、藤森エレナ
- 猥褻サンドイッチ（2月6日、ワープエンタテインメント）共演:雨宮まり
- R×Queen 04 FINAL FIGURE＆SPECIAL BODY（3月4日、ドリームチケット）他出演:浅間夕子、桜田さくら
- 19歳の発情ダブルま○こ（3月10日、ドグマ）共演:松沢はな
- 淫校ロワイヤルレズビアン学園4（3月12日、ビッグモーカル）共演:松沢はな、相馬美雨、本島純子、今井絵理、清永伸枝、黒木あみ、永井亜季、伊勢谷孝
- 新任看護学生（3月12日、ビッグモーカル）共演:笠木忍、平瀬マリ、真島裕香、妹川尚子、志賀友恵、北見亜矢
- 童貞狩り [教えたがるオンナ]（4月3日、ドリームチケット）他出演:松岡紗幸、桜田さくら
- レズでオナニーさせてあげるわ 痴レズ2（4月15日、ハンドメイドビジョン）共演:杉森風緒
- 私は羞恥心の強い女・2（4月23日、シネマジック）
- 裏門（5月19日、ワープエンタテインメント）
- 無期懲役痴女刑務所【集団雑居房編】（6月15日、MOODYZ）共演:伊集院沙羅、森咲小雪、北山静香、風野チカ、Aoi.、酒井ちあき、夢村早紀
- レズビアンストーリー 17 重宝（7月6日、アウダースジャパン）共演:森本みう
- みるスポ! 048（7月8日、みるきぃぷりん♪）
- 女子校生拉致監禁 15（7月23日、ゴーゴーズ）
- 塀の中の懲りない痴女と僕の獄中性活 無期懲役痴女刑務所 刑期延長編（8月1日、MOODYZ）共演:伊集院沙羅、森咲小雪、北山静香、風野チカ、Aoi.、酒井ちあき、夢村早紀
- お姉さんに優しい丁寧語でオモチャにされたい 2（8月27日、アロマ企画）共演:高井桃 他出演:鳥越乃亜、海老原しのぶ
- イラマチオザーメン 1（9月10日、U&K）
- 無洗包茎フェラ（10月8日、アロマ企画）他出演:高井桃、坂下みく、一色せな、春乃すもも、柿本彩菜
- 捜査官は女子高生 II 女捜査官（おんなデカ）一ノ瀬悠の惨い事（10月15日、みるきぃぷりん♪？）
- みるきぃHiスクール。（11月8日、みるきぃぷりん♪）

2005年　
- パンフェラ〜ビキニブリーフなめ（1月14日、アロマ企画）
- 舌頂！超ベロ長フェチズム〜超長いベロと唾液のエロス　（1月28日、アロマ企画）
- ヴァイオ・ナビ 2 ハードバイオレンス聖女処刑 レイプPLUS 作品集 プラス 未公開映像（3月8日、VIO）
- GREATEST HITS GAL'S BEST20 2 4時間スペシャル （3月18日、クリスタル映像）他出演:立花里子、椎名まゆみ、緒川さら、萩原めぐ、持田ゆき、Aoi.、可憐百合、風間ゆず、一条美穂
- ザ・女子校生狩り 3（5月20日、クリスタル映像）他出演:加山由衣、望月るあ　他

他
ゆう. 名義
- これが噂の痙攣薬漬け レズヴァージョンDVD Disc.2（2004年10月21日、ナチュラルハイ）共演:ちなつ、わかな、いちこ、桜田さくら、西村あみ
- ラブレズ 04（2005年1月8日、みるきぃぷりん♪）共演:秋月杏奈
- ラブレズ 06（2005年3月15日、みるきぃぷりん♪）共演:楓アイル
- ラブレズ 09（2005年6月13日、みるきぃぷりん♪）共演:早乙女みなき

他